# Бій біля Ла-Сьйота (1944)
Бій біля Ла-Сьйота ( Battle of La Ciotat) — морський бій між кораблями Королівського військово-морського флоту Великої Британії та ВМС США і німецькими бойовими кораблями поблизу французького містечка Ла-Сьйота під час операції «Драгун» 17 серпня 1944 року. Сутичка мала місце в ході висадки союзних військ на узбережжя вішістської Франції на півдні країни, коли командування англо-американських військ здійснило спробу відволікти увагу супротивника від основного напрямку вторгнення на ділянці Кавалер-сюр-Мер-Сен-Тропе-Сен-Рафаель та зімітувати висадку хибного десанту значно західніше поблизу французького порту Ла-Сьйота.

## Зміст
17 серпня 1944 року для проведення відволікаючої операції під командуванням капітана Дж. Балклі утворене спеціальне угруповання військово-морських сил у складі 1 американського есмінця «Ендікотт», 17 швидкісних ударних катерів типу PT і 2-х британських канонерських човнів типу «Інсект» «Скараб» й «Афіс». На шляху висування до визначеного району хибної висадки десанту, швидкісні катери наштовхнулись на німецьке транспортне судно, яке затопили.
Основний кістяк флотилії розпочав артилерійський обстріл вогневих позицій супротивника у місті з корабельної артилерії, коли були помічені 2 німецьких бойових корабля UJ6082 (колишній італійський корвет «Антілопе») і UJ6073 (колишня єгипетська озброєна яхта «Німет Аллах»).
Британські канонерські човни вирушили назустріч ворожим кораблям та відкрили вогонь з 152-мм гармат головного калібру Mk VII, однак, стрільба німців у відповідь була настільки влучна та інтенсивна, що британцям довелося відступити з поля бою. Американський есмінець «Ендікотт», озброєний лише одною 127-мм гарматою, з відстані 1 400 метрів відкрив прицільний вогонь по німецьких кораблях. Німці дали спокій британським канонеркам і перенацілилися на есмінець. Внаслідок артилерійської дуелі, кораблі постійно маневрували поблизу узбережжя, «Ендікотт» отримав серйозне влучення в борт, однак спромігся потопити вогнем своєї артилерії обидва німецьких кораблі. 169 моряків з тонучих кораблів ворога були підібрані союзниками та узяті в полон.